# Batalhão Mórmon

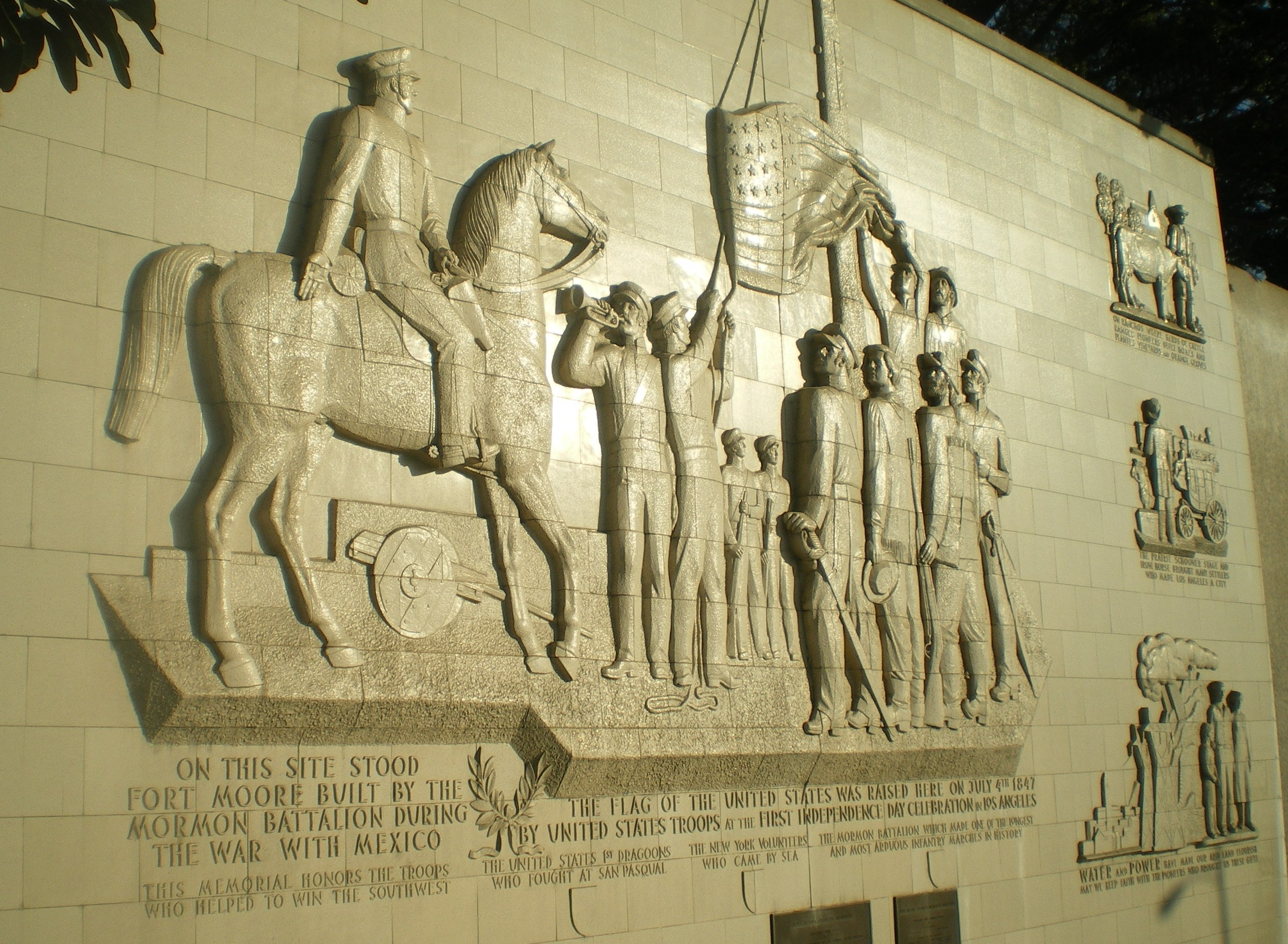
Fort Moore Pioneer Memorial, Los Angeles

O Batalhão Mórmon foi uma unidade religiosa de A Igreja de Jesus Cristo dos Santos dos Últimos Dias que serviu no Exército americano de julho de 1846 até julho de 1847 na Guerra Mexicano-Americana.

## Origens
Os soldados foram recrutados com a promessa de pagamento, roupa e comida. Brigham Young, presidente da Igreja incentivou a que seus homens colaborassem tendo em vista fornecer fundos para os desamparados de Nauvoo. Cerca de 541 homens aceitaram participar do Batalhão que tinha também como objetivo básico demonstrar ao governo americano após diversas desavenças que os Santos dos Últimos Dias não eram perigosos à sociedade. O Batalhão Mórmon serviu como tropa de ocupação em San Diego, San Luis Rey e Los Angeles.